# Tommi Huhtala
Tommi Huhtala (* 7. prosince 1987, Tampere, Finsko) je finský hokejista, v současné době hrající za tým Jokerit Helsinky v nadnárodní soutěži KHL. Hraje na pozici levého křídla.

## Klubová kariéra
Ve Finsku hrál postupně za Ilves Tampere, Ässät Pori a Espoo Blues. Před sezonou 2014/15 posílil finský Jokerit, jenž tou dobou vstoupil do KHL.

## Reprezentace
Reprezentoval Finsko na mistrovství světa 2014 v Bělorusku, kde získal s týmem stříbrnou medaili po finálové porážce 2:5 s Ruskem.